# Fußball-Club Bayern München 2007-2008
Questa voce raccoglie le informazioni riguardanti il Fußball-Club Bayern München nelle competizioni ufficiali della stagione 2007-2008.

## Stagione
In estate il club si aggiudica giocatori come Luca Toni, Franck Ribéry e Miroslav Klose, e vince subito la DFL-Ligapokal. Intanto la squadra avanza sia in campionato, dove è quasi sempre al comando, che nella Coppa UEFA, dove vince il girone e si qualifica per la fase ad eliminazione diretta. Intanto, l'11 gennaio 2008 si apprende dal sito web della società che il tecnico per la stagione 2008-2009 sarà Jürgen Klinsmann. Ad ogni modo Ottmar Hitzfeld finisce il suo lavoro, e guida i Rossi a conquistare un nuovo double: battendo in finale il Borussia Dortmund ai tempi supplementari viene infatti vinta la quattordicesima Coppa di Germania, mentre il ventunesimo titolo tedesco viene vinto matematicamente alla trentaduesima giornata, dopo il pareggio ottenuto contro il Wolfsburg. In campo internazionale, invece, la squadra arriva in semifinale, dove viene eliminata dai futuri vincitori dello Zenit San Pietroburgo: l'andata si gioca all'Allianz Arena e termina sull'1-1, mentre nel ritorno, che si gioca a San Pietroburgo, i padroni di casa si impongono per 4-0; questa è per i bavaresi una delle peggiori sconfitte esterna nelle coppe europee. Grande protagonista della competizione è Luca Toni, che con i suoi dieci gol diventa capocannoniere, oltre che il miglior marcatore stagionale dei tedeschi; a fine stagione si registra anche l'addio di Oliver Kahn.

## Uniformi
|  | Casa Maglia |  | Casa Alternativa |  | Trasferta Maglia |  | Terza Maglia |

## Organigramma societario
Area direttiva
- Presidente:  Franz Beckenbauer

Area tecnica
- Allenatore:  Ottmar Hitzfeld

## Rosa
| N. |                        | Ruolo | Calciatore                   |
| -- | ---------------------- | ----- | ---------------------------- |
| 1  | Germania (bandiera)    | P     | Oliver Kahn (capitano)       |
| 2  | Francia (bandiera)     | D     | Willy Sagnol (vice-capitano) |
| 3  | Brasile (bandiera)     | D     | Lúcio (vice-capitano)        |
| 5  | Belgio (bandiera)      | D     | Daniel Van Buyten            |
| 6  | Argentina (bandiera)   | D     | Martín Demichelis            |
| 7  | Francia (bandiera)     | C     | Franck Ribéry                |
| 8  | Turchia (bandiera)     | C     | Hamit Altıntop               |
| 9  | Italia (bandiera)      | A     | Luca Toni                    |
| 11 | Germania (bandiera)    | A     | Lukas Podolski               |
| 15 | Brasile (bandiera)     | C     | Zé Roberto                   |
| 16 | Germania (bandiera)    | C     | Andreas Ottl                 |
| 17 | Paesi Bassi (bandiera) | C     | Mark van Bommel              |
| 18 | Germania (bandiera)    | A     | Miroslav Klose               |

| N. |                      | Ruolo | Calciatore             |
| -- | -------------------- | ----- | ---------------------- |
| 19 | Germania (bandiera)  | A     | Jan Schlaudraff        |
| 20 | Argentina (bandiera) | C     | José Ernesto Sosa      |
| 21 | Germania (bandiera)  | D     | Philipp Lahm           |
| 22 | Germania (bandiera)  | P     | Michael Rensing        |
| 23 | Germania (bandiera)  | D     | Marcell Jansen         |
| 29 | Germania (bandiera)  | P     | Bernd Dreher           |
| 30 | Germania (bandiera)  | D     | Christian Lell         |
| 31 | Germania (bandiera)  | C     | Bastian Schweinsteiger |
| 34 | Germania (bandiera)  | A     | Sandro Wagner          |
| 35 | Brasile (bandiera)   | D     | Breno                  |
| 36 | Germania (bandiera)  | C     | Stephan Fürstner       |
| 39 | Germania (bandiera)  | C     | Toni Kroos             |

## Organigramma
Area tecnica
- Allenatore: Ottmar Hitzfeld
- Allenatore in seconda: Michael Henke
- Preparatore dei portieri: Walter Junghans, Sepp Maier
- Preparatori atletici: Thomas Wilhelmi

## Risultati

### Bundesliga

#### Girone di andata
| Arbitro: | Schmidt |

|                         |           |  |
| Toni 14’ Klose 66’, 85’ | Marcatori |  |

| Arbitro: | Merk |

|  |           |                                                  |
|  | Marcatori | 31’ (rig.) Ribéry 51’ Toni 79’ Altıntop 87’ Ottl |

| Arbitro: | Kinhöfer |

|                                      |           |  |
| Toni 28’ van Bommel 68’ Altıntop 86’ | Marcatori |  |

| Arbitro: | Meyer |

|           |           |           |
| Zidan 87’ | Marcatori | 70’ Klose |

| Arbitro: | Fandel |

|           |           |             |
| Klose 54’ | Marcatori | 36’ Rakitić |

| Arbitro: | Gagelmann |

|              |           |                                            |
| Porcello 52’ | Marcatori | 5’ Toni 20’ Klose 49’ Altıntop 75’ Roberto |

| Arbitro: | Weiner |

|                                             |           |  |
| Klose 59’, 75’, 89’ Demichelis 63’ Toni 69’ | Marcatori |  |

| Arbitro: | Kircher |

|  |           |          |
|  | Marcatori | 40’ Toni |

| Arbitro: | Rafati |

|                           |           |  |
| Toni 31’, 81’ Roberto 40’ | Marcatori |  |

| Arbitro: | Fandel |

|           |           |                               |
| Grote 11’ | Marcatori | 35’ Ribéry 78’ Schweinsteiger |

| Dortmund 28 ottobre 2007, ore 17:00 CET 11ª giornata | Borussia Dortmund | 0 – 0 referto | Bayern Monaco | Signal Iduna Park (80 708 spett.)\| Arbitro: \| Merk \| |
| Arbitro:                                             | Merk              |               |               |                                                         |

| Monaco di Baviera 3 novembre 2007, ore 15:30 CET 12ª giornata | Bayern Monaco | 0 – 0 referto | Eintracht Francoforte | Allianz Arena (69 000 spett.)\| Arbitro: \| Meyer \| |
| Arbitro:                                                      | Meyer         |               |                       |                                                      |

| Arbitro: | Kinhöfer |

|                            |           |          |
| Gómez 10’, 42’ Baştürk 30’ | Marcatori | 86’ Toni |

| Arbitro: | Kircher |

|                      |           |             |
| Klose 35’ Ribéry 50’ | Marcatori | 71’ Dejagah |

| Arbitro: | Weiner |

|  |           |            |
|  | Marcatori | 22’ Ribéry |

| Monaco di Baviera 8 dicembre 2007, ore 15:30 CET 16ª giornata | Bayern Monaco | 0 – 0 referto | Duisburg | Allianz Arena (69 000 spett.)\| Arbitro: \| Rafati \| |
| Arbitro:                                                      | Rafati        |               |          |                                                       |

| Berlino 15 dicembre 2007, ore 15:30 CET 17ª giornata | Hertha Berlino | 0 – 0 referto | Bayern Monaco | Olympiastadion (74 220 spett.)\| Arbitro: \| Merk \| |
| Arbitro:                                             | Merk           |               |               |                                                      |

#### Girone di ritorno
| Arbitro: | Meyer |

|          |           |                     |
| Kern 52’ | Marcatori | 11’ Ribéry 43’ Toni |

| Arbitro: | Kinhöfer |

|             |           |          |
| Roberto 32’ | Marcatori | 6’ Diego |

| Arbitro: | Merk |

|  |           |                    |
|  | Marcatori | 58’, 64’, 82’ Toni |

| Arbitro: | Wagner |

|             |           |          |
| Roberto 66’ | Marcatori | 60’ Olić |

| Arbitro: | Fandel |

|  |           |           |
|  | Marcatori | 14’ Klose |

| Arbitro: | Drees |

|                     |           |  |
| Toni 41’ Ribéry 64’ | Marcatori |  |

| Arbitro: | Kinhöfer |

|                |           |  |
| Jelić 18’, 38’ | Marcatori |  |

| Arbitro: | Meyer |

|               |           |             |
| Toni 17’, 59’ | Marcatori | 83’ Bulykin |

| Arbitro: | Gräfe |

|               |           |              |
| Misimović 44’ | Marcatori | 81’ Podolski |

| Arbitro: | Weiner |

|                                      |           |             |
| Lúcio 32’ Ribéry 73’ (rig.) Lell 88’ | Marcatori | 4’ Azaouagh |

| Arbitro: | Merk |

|                                               |           |  |
| Podolski 3’ Roberto 8’ Toni 18’, 22’ Ottl 67’ | Marcatori |  |

| Arbitro: | Rafati |

|            |           |                          |
| Köhler 29’ | Marcatori | 60’ Buyten 74’, 85’ Toni |

| Arbitro: | Meyer |

|                                        |           |           |
| Toni 8’ van Bommel 55’ Ribéry 75’, 76’ | Marcatori | 19’ Silva |

| Wolfsburg 4 maggio 2008, ore 17:00 CEST 31ª giornata | Wolfsburg | 0 – 0 referto | Bayern Monaco | Volkswagen-Arena (30 000 spett.)\| Arbitro: \| Fandel \| |
| Arbitro:                                             | Fandel    |               |               |                                                          |

| Arbitro: | Drees |

|                         |           |  |
| Ribéry 26’ Podolski 47’ | Marcatori |  |

| Arbitro: | Weiner |

|                        |           |                           |
| Tararache 49’ Daun 54’ | Marcatori | 3’ Ottl 18’, 20’ Podolski |

| Arbitro: | Merk |

|                              |           |                 |
| Toni 3’, 27’, 61’ Ribéry 33’ | Marcatori | 84’ Domovčijski |

### Coppa di Germania
| Arbitro: | Gagelmann |

|                                                        |                      |                                                      |
| Neubert 61’                                            | Marcatori            | 79’ Klose                                            |
| Schultz Neubert Martins Schmidt Riemann Palionis Mayer | Tiri di rigore 3 – 4 | Ribéry van Bommel Sosa Altıntop Lahm Demichelis Lell |

| Arbitro: | Gräfe |

|                         |           |            |
| Toni 47’, 57’ Klose 83’ | Marcatori | 70’ Ndjeng |

| Arbitro: | Weiner |

|                     |           |                                                 |
| Damm 26’ Sağlık 29’ | Marcatori | 14’, 27’ Klose 50’ Buyten 54’ Toni 88’ Altıntop |

| Arbitro: | Gagelmann |

|                    |           |  |
| Ribéry 120’ (rig.) | Marcatori |  |

| Arbitro: | Fandel |

|                      |           |  |
| Ribéry 60’ Klose 66’ | Marcatori |  |

| Arbitro: | Kircher |

|            |           |                |
| Petrić 90’ | Marcatori | 11’, 103’ Toni |

### Coppa di Lega
| Arbitro: | Kinhöfer |

|             |           |                                                        |
| Borowski 9’ | Marcatori | 23’ Schweinsteiger 27’ Altıntop 35’, 54’ (rig.) Ribéry |

| Arbitro: | Rafati |

|  |           |                      |
|  | Marcatori | 8’ Ribéry 66’ Wagner |

| Arbitro: | Meyer |

|  |           |           |
|  | Marcatori | 29’ Klose |

### Coppa UEFA

#### Fase di qualificazione
| Arbitro: | Johannesson |

|          |           |  |
| Toni 34’ | Marcatori |  |

| Arbitro: | Granat |

|  |           |                       |
|  | Marcatori | 60’ Toni 77’ Altıntop |

#### Fase a gruppi
| Arbitro: | Trefoloni |

|                         |           |                          |
| Koroman 16’ Milijaš 74’ | Marcatori | 20’, 85’ Klose 90’ Kroos |

| Arbitro: | Jára |

|                   |           |                       |
| Podolski 31’, 49’ | Marcatori | 8’ Gardner 82’ Davies |

| Arbitro: | Eriksson |

|          |           |           |
| Linz 66’ | Marcatori | 47’ Klose |

| 6 dicembre 2007 4ª giornata |  | – turno di riposo |  |  |

| Arbitro: | Yefet |

|                                           |           |  |
| Toni 25’, 38’, 64’, 66’ Lell 78’ Lahm 81’ | Marcatori |  |

#### Fase ad eliminazione diretta
| Arbitro: | González |

|                      |           |                        |
| Walker 24’ Aluko 41’ | Marcatori | 29’ Klose 54’ Altıntop |

| Arbitro: | Malek |

|                                                       |           |            |
| Lúcio 12’ Buyten 36’ Podolski 71’, 77’ van Bommel 85’ | Marcatori | 83’ Lovell |

| Arbitro: | Benquerença |

|  |           |                                                        |
|  | Marcatori | 9’ Altıntop 45’ Toni 57’ Podolski 67’ Klose 86’ Ribéry |

| Arbitro: | Hauge |

|          |           |                        |
| Lúcio 8’ | Marcatori | 20’ Akın 35’ Yakovenko |

| Arbitro: | Webb |

|          |           |            |
| Toni 26’ | Marcatori | 90’ Contra |

| Arbitro: | Busacca |

|                                     |           |                            |
| Contra 44’ Casquero 92’ Braulio 94’ | Marcatori | 89’ Ribéry 115’, 120’ Toni |

| Arbitro: | Micheľ |

|            |           |                  |
| Ribéry 18’ | Marcatori | 60’ (aut.) Lúcio |

| Arbitro: | Øvrebø |

|                                              |           |  |
| Pogrebnjak 4’, 73’ Zyrjanov 39’ Fajzulin 54’ | Marcatori |  |

## Statistiche

### Statistiche di squadra
| Competizione      | Punti | In casa | In casa | In casa | In casa | In casa | In casa | In trasferta | In trasferta | In trasferta | In trasferta | In trasferta | In trasferta | Totale | Totale | Totale | Totale | Totale | Totale | DR  |
| Competizione      | Punti | G       | V       | N       | P       | Gf      | Gs      | G            | V            | N            | P            | Gf           | Gs           | G      | V      | N      | P      | Gf     | Gs     | DR  |
| ----------------- | ----- | ------- | ------- | ------- | ------- | ------- | ------- | ------------ | ------------ | ------------ | ------------ | ------------ | ------------ | ------ | ------ | ------ | ------ | ------ | ------ | --- |
| Bundesliga        | 76    | 17      | 12      | 5       | 0       | 41      | 8       | 17           | 10           | 5            | 2            | 27           | 13           | 34     | 22     | 10     | 2      | 68     | 21     | +47 |
| Coppa di Germania | -     | 3       | 3       | 0       | 0       | 6       | 1       | 3            | 2            | 1            | 0            | 8            | 4            | 6      | 5      | 1      | 0      | 14     | 5      | +9  |
| Coppa di Lega     | -     | 0       | 0       | 0       | 0       | 0       | 0       | 3            | 3            | 0            | 0            | 7            | 1            | 3      | 3      | 0      | 0      | 7      | 1      | +6  |
| Coppa UEFA        | -     | 7       | 3       | 3       | 1       | 17      | 7       | 7            | 3            | 3            | 1            | 16           | 12           | 14     | 6      | 6      | 2      | 33     | 19     | +14 |
| Totale            | -     | 27      | 18      | 8       | 1       | 64      | 16      | 30           | 18           | 9            | 3            | 58           | 30           | 57     | 36     | 17     | 4      | 122    | 46     | +76 |

### Andamento in campionato
| Giornata  | 1 | 2 | 3 | 4 | 5 | 6 | 7 | 8 | 9 | 10 | 11 | 12 | 13 | 14 | 15 | 16 | 17 | 18 | 19 | 20 | 21 | 22 | 23 | 24 | 25 | 26 | 27 | 28 | 29 | 30 | 31 | 32 | 33 | 34 |
| --------- | - | - | - | - | - | - | - | - | - | -- | -- | -- | -- | -- | -- | -- | -- | -- | -- | -- | -- | -- | -- | -- | -- | -- | -- | -- | -- | -- | -- | -- | -- | -- |
| Luogo     | C | T | C | T | C | T | C | T | C | T  | T  | C  | T  | C  | T  | C  | T  | T  | C  | T  | C  | T  | C  | T  | C  | T  | C  | C  | T  | C  | T  | C  | T  | C  |
| Risultato | V | V | V | N | N | V | V | V | V | V  | N  | N  | P  | V  | V  | N  | N  | V  | N  | V  | N  | V  | V  | P  | V  | N  | V  | V  | V  | V  | N  | V  | V  | V  |
| Posizione | 1 | 1 | 1 | 1 | 1 | 1 | 1 | 1 | 1 | 1  | 1  | 1  | 1  | 1  | 1  | 1  | 1  | 1  | 1  | 1  | 1  | 1  | 1  | 1  | 1  | 1  | 1  | 1  | 1  | 1  | 1  | 1  | 1  | 1  |

Legenda:

Luogo: C = Casa; T = Trasferta. Risultato: V = Vittoria; N = Pareggio; P = Sconfitta.

### Statistiche dei giocatori
| Giocatore         | Bundesliga | Bundesliga | Bundesliga  | Bundesliga | Coppa di Germania | Coppa di Germania | Coppa di Germania | Coppa di Germania | Coppa UEFA | Coppa UEFA | Coppa UEFA  | Coppa UEFA | Totale   | Totale | Totale      | Totale     |
| Giocatore         | Presenze   | Reti       | Ammonizioni | Espulsioni | Presenze          | Reti              | Ammonizioni       | Espulsioni        | Presenze   | Reti       | Ammonizioni | Espulsioni | Presenze | Reti   | Ammonizioni | Espulsioni |
| ----------------- | ---------- | ---------- | ----------- | ---------- | ----------------- | ----------------- | ----------------- | ----------------- | ---------- | ---------- | ----------- | ---------- | -------- | ------ | ----------- | ---------- |
| B. Dreher         | -          | -          | -           | -          | -                 | -                 | -                 | -                 | -          | -          | -           | -          | -        | -      | -           | -          |
| O. Kahn           | 26         | 0          | 1           | 0          | 5                 | 0                 | 1                 | 0                 | 9          | 0          | 1           | 0          | 40       | 0      | 3           | 0          |
| T. Kraft          | -          | -          | -           | -          | -                 | -                 | -                 | -                 | -          | -          | -           | -          | -        | -      | -           | -          |
| M. Rensing        | 10         | 0          | 0           | 0          | 1                 | 0                 | 1                 | 0                 | 6          | 0          | 0           | 0          | 17       | 0      | 1           | 0          |
| Breno             | 1          | 0          | 0           | 0          | -                 | -                 | -                 | -                 | 1          | 0          | 0           | 0          | 2        | 0      | 0           | 0          |
| M. Demichelis     | 28         | 1          | 3           | 0          | 4                 | 0                 | 0                 | 0                 | 10         | 0          | 0           | 0          | 42       | 1      | 3           | 0          |
| P. Lahm           | 22         | 0          | 0           | 0          | 5                 | 0                 | 1                 | 0                 | 10         | 1          | 2           | 0          | 37       | 1      | 3           | 0          |
| C. Lell           | 29         | 1          | 6           | 0          | 5                 | 0                 | 0                 | 0                 | 11         | 1          | 3           | 0          | 45       | 2      | 9           | 0          |
| Lúcio             | 24         | 1          | 2           | 1          | 6                 | 0                 | 1                 | 0                 | 13         | 2          | 0           | 0          | 43       | 3      | 3           | 1          |
| W. Sagnol         | 9          | 0          | 1           | 0          | 3                 | 0                 | 0                 | 0                 | 5          | 0          | 0           | 0          | 17       | 0      | 1           | 0          |
| D. Buyten         | 19         | 1          | 1           | 0          | 4                 | 1                 | 0                 | 0                 | 3          | 1          | 0           | 0          | 26       | 3      | 1           | 0          |
| H. Altıntop       | 23         | 3          | 3           | 0          | 5                 | 1                 | 0                 | 0                 | 9          | 3          | 0           | 0          | 37       | 7      | 3           | 0          |
| S. Fürstner       | -          | -          | -           | -          | -                 | -                 | -                 | -                 | -          | -          | -           | -          | -        | -      | -           | -          |
| M. Jansen         | 17         | 0          | 1           | 0          | 3                 | 0                 | 0                 | 0                 | 10         | 0          | 1           | 0          | 30       | 0      | 2           | 0          |
| T. Kroos          | 12         | 0          | 0           | 0          | 2                 | 0                 | 1                 | 0                 | 6          | 1          | 1           | 0          | 20       | 1      | 2           | 0          |
| A. Ottl           | 19         | 3          | 0           | 0          | 3                 | 0                 | 0                 | 0                 | 8          | 0          | 0           | 0          | 30       | 3      | 0           | 0          |
| F. Ribéry         | 28         | 11         | 2           | 0          | 5                 | 2                 | 0                 | 0                 | 11         | 3          | 1           | 0          | 44       | 16     | 3           | 0          |
| B. Schweinsteiger | 30         | 1          | 7           | 0          | 4                 | 0                 | 0                 | 0                 | 12         | 0          | 0           | 0          | 46       | 1      | 7           | 0          |
| J. Sosa           | 15         | 0          | 0           | 0          | 3                 | 0                 | 0                 | 0                 | 6          | 0          | 1           | 0          | 24       | 0      | 1           | 0          |
| M. van Bommel     | 27         | 2          | 7           | 2          | 6                 | 0                 | 2                 | 0                 | 13         | 1          | 2           | 0          | 46       | 3      | 11          | 2          |
| Z. Roberto        | 30         | 5          | 5           | 0          | 6                 | 0                 | 1                 | 0                 | 10         | 0          | 0           | 0          | 46       | 5      | 6           | 0          |
| M. Klose          | 27         | 10         | 1           | 0          | 6                 | 5                 | 0                 | 0                 | 12         | 5          | 0           | 0          | 45       | 20     | 1           | 0          |
| L. Podolski       | 25         | 5          | 3           | 0          | 4                 | 0                 | 0                 | 0                 | 12         | 5          | 2           | 0          | 41       | 10     | 5           | 0          |
| J. Schlaudraff    | 8          | 0          | 0           | 0          | -                 | -                 | -                 | -                 | 6          | 0          | 0           | 0          | 14       | 0      | 0           | 0          |
| L. Toni           | 31         | 24         | 1           | 0          | 4                 | 5                 | 2                 | 1                 | 11         | 10         | 6           | 0          | 46       | 39     | 9           | 1          |
| S. Wagner         | 4          | 0          | 1           | 0          | -                 | -                 | -                 | -                 | 1          | 0          | 0           | 0          | 5        | 0      | 1           | 0          |